# Deinococcales
Deinococcales es un grupo de bacterias caracterizadas por ser poliextremófilas, debido a que  incluye varias especies que son resistentes a los efectos letales de la exposición a la radiación ionizante y la luz ultravioleta, y se han hecho conocidos por su capacidad para alimentarse entre desechos nucleares y otros materiales tóxicos, sobrevivir en el vacío del espacio y tolerar los extremos de calor y frío.
Son Gram positivas quimioorganótrofas que muestran metabolismo respiratorio aerobio y con altamente resistencia a los cambios en el medio ambiente. Por lo general son ligeramente termófilos.